# فهرست نشریه‌های سنندج

## روزنامه
- روزنامه روژان

## هفته‌نامه
- هفته‌نامه سوران
- هفته‌نامه سیروان
- هفته‌نامه دەنگی کوردستان
- هفته‌نامه ئاوات

## ماهنامه
- - ماهنامه کوردەواری
  - ماهنامه روژمان
  - ماهنامه باران شافع
  - ماهنامه ژیوار
  - ماهنامه هاواری کوردستان

## منبع
```
(e-rasaneh.ir)
```

(Kurdewari. ir)